# NGC 3054
NGC 3054 är en spiralgalax i stjärnbilden Vattenormen. Den upptäcktes av Christian Heinrich Friedrich Peters den 3 april 1859. Den tillhör sannolikt samma galaxgrupp som NGC 2935.
Januari 2006 observerades en supernova (SN 2006T) i NGC 3054.

### Fotnoter
1. 1 2 3 4 5 6 7 8  ”NASA/IPAC Extragalactic Database”. Results for NGC 3054. http://nedwww.ipac.caltech.edu/. Läst 25 november 2006.